# Tojolabal
Tojolabal (Chañabal, Tojolwinik'otik).- Pleme Mayan Indijanaca iz Chiapasa jezično i kulturno srodni plemenima Tzotzil i Tzeltal, i nastanjeni na jugoistoku Meksika, u blizini gvatemalske granice. 
Tojolabali su agrikulturan narod, uzgajivači, kukuruza, graha i tikava, te kavu i šećernu trsku koja se uzgaja plantažno za prodaju. Tojolabal-kuća konstruirana je pletera i oblijepljena blatom, i prekrivena slamom. Od raznih obrta bave se tkanjem vunenih pokrivača i lončarstvom. 
Tojolabali su dijelom europeizirani i modernizirani, što se odrazilo i na njihova naselja, i na način nošnje. Nošnja može biti tradicionalna, tipa meksičkog seljaka ili je industrijski proizvedena. 
Religija je rimokatolička, a uz obožavanje svetaca, obožavaju i pećine, izvore, bregove i drugo.

## Vanjske poveznice
- Foto galerija
- Tojolabales / Tojolwinik'otik
- Tojolabales  Arhivirana inačica izvorne stranice od 17. veljače 2007. (Wayback Machine)
- Los Tojolabales  Arhivirana inačica izvorne stranice od 12. prosinca 2006. (Wayback Machine)